# Municipio de Brasstown
El municipio de Brasstown (en inglés, Brasstown Township) es una subdivisión territorial del condado de Clay, Carolina del Norte, Estados Unidos. Según el censo de 2020, tiene una población de 2022 habitantes.
Es la subdivisión territorial más occidental del condado de Clay.

## Geografía
Está ubicado en las coordenadas 35°1′25″N 83°55′27″O / 35.02361, -83.92417 (35.023543, -83.924274), a una elevación media de 516 metros sobre el nivel del mar.